# حسینیه سورک
حسینیه سورک مربوط به دوره متاخر اسلامی دوره قاجار است و در شهرستان اشکذر، بخش ندوشن، دهستان سورک، روستای سورک واقع شده و این اثر در تاریخ ۲۲ آبان ۱۳۸۶ با شمارهٔ ثبت ۱۹۹۱۴ به‌عنوان یکی از آثار ملی ایران به ثبت رسیده است.